# Prnjavor
Prnjavor je grad i općina u Bosni i Hercegovini, nedaleko od Banje Luke. Administrativno pripada Republici Srpskoj.
Na prostorima nekadašnje Jugoslavije nalazilo se čak 12 mjesta s nazivom Prnjavor.

## Zemljopis
Općina Prnjavor nalazi se u slivu rijeke Ukrine. Grad se nalazi na nadmorskoj visini od 185 metara. Površina općine je oko 631 km², a sam grad Prnjavor se prostire na površini od oko 5,5 km². U blizini grada Prnjavora se nalazi
banja Kulaši, poznata po svom ljekovitom, prirodnom vrelu mineralne vode. Prema posljednjem službenom popisu, općina Prnjavor je imala 47.055 stanovnika, a prema procjenama trenutno ih ima oko 45 000.

## Stanovništvo
Po posljednjem službenom popisu stanovništva iz 1991. godine, općina Prnjavor imala je 47.055 stanovnika, raspoređenih u 63 naselja.
| Stanovništvo općine Prnjavor |                  |                  |                  |
| godina popisa                | 1991.            | 1981.            | 1971.            |
| Srbi                         | 33.508 (71,21 %) | 34.699 (70,87 %) | 35.177 (75,27 %) |
| Muslimani                    | 7143 (15,18 %)   | 6618 (13,51 %)   | 6143 (13,14 %)   |
| Hrvati                       | 1721 (3,65 %)    | 2060 (4,20 %)    | 2148 (4,59 %)    |
| Jugoslaveni                  | 1757 (3,73 %)    | 2291 (4,67 %)    | 96 (0,20 %)      |
| ostali i nepoznato           | 2926 (6,21 %)    | 3288 (6,71 %)    | 3170 (6,78 %)    |
| ukupno                       | 47.055           | 48.956           | 46.734           |

#### Prnjavor (naseljeno mjesto), nacionalni sastav
| Prnjavor           |                |                |                |
| godina popisa      | 1991.          | 1981.          | 1971.          |
| Srbi               | 3891 (48,01 %) | 2577 (41,65 %) | 1545 (38,10 %) |
| Muslimani          | 2345 (28,93 %) | 1915 (30,95 %) | 1737 (42,83 %) |
| Hrvati             | 219 (2,70 %)   | 261 (4,21 %)   | 275 (6,78 %)   |
| Jugoslaveni        | 926 (11,42 %)  | 907 (14,65 %)  | 48 (1,18 %)    |
| ostali i nepoznato | 723 (8,92 %)   | 527 (8,51 %)   | 450 (11,09 %)  |
| ukupno             | 8104           | 6187           | 4055           |

## Naseljena mjesta
Babanovci, Brezik, Crkvena, Čivčije, Čorle, Doline, Donja Ilova, Donja Mravica, Donji Galjipovci, Donji Palačkovci, Donji Smrtići, Donji Štrpci, Donji Vijačani, Drenova, Gajevi, Galjipovci, Gornja Ilova, Gornja Mravica, Gornji Galjipovci, Gornji Palačkovci, Gornji Smrtići, Gornji Štrpci, Gornji Vijačani (dio), Grabik Ilova, Gusak, Hrvaćani, Husrpovci, Jadovica, Jasik, Kokori, Konjuhovci, Korać, Kremna, Kulaši, Lišnja, Lužani, Maćino Brdo, Mračaj, Mravica, Mujinci, Naseobina Babanovci, Naseobina Hrvaćani, Naseobina Lišnja, Novo Selo, Okolica, Orašje, Otpočivaljka, Paramije, Pečeneg Ilova, Popovići, Potočani, Prisoje, Prnjavor, Prosjek, Puraći, Ralutinac, Ratkovac, Skakavci, Šarinci, Šereg Ilova, Šibovska, Štivor, Velika Ilova i Vršani.

## Gospodarstvo
Prije rata su u Prnjavoru bile sljedeće tvrtke: Tvornica obuće "Sloga" Prnjavor, Tvornica koža "Kožara", Tvornica lanaca "Metalka", Tvornica namještaja "Kvalitet" ,Tvornica dizalica i metalnih konstrukcija "Jelšingrad", Tvornica cijevi "Unis", tvornica školskog namještaja "Standard", Modna konfekcija "Pionir"i dr. Danas je većina ovih tvrtki zatvorena i u gradu i okolici vlada velika nezaposlenost.

## Spomenici i znamenitosti
- Spomenik palim borcima iz drugog svjetskog rata u parku u Prnjavoru
- Prnjavor je prije rata u BiH bio općina s najvećim brojem naroda i narodnosti (cca 22)
- Prnjavor je grad u parku, a ne park u gradu
- Svake godine, u vrijeme SFRJ, se održavao motociklistički šampionat u moto-trkama na dan oslobođenja Prnjavora 10. srpnja
- Nedaleko od Prnjavora u predgrađu postoji velika ergela konja Lipicanaca
- U općini Prnjavor postoji Mjesna zajednica Štivor koja je bila naseljena s većinskim talijanskim stanovništvom
- Također u predgrađu Prnjavora postojala je fazanerija. To područje ima 3 – 4 čista izvora vode jedno je poznato kao "Dobra voda" te "Vodica" gdje se tradicionalno proslavljao Prvi svibnja – praznik rada

## Sport
Grad Prnjavor ima dva nogometna, 3 odbojkaška, jedan rukometni i dva košarkaška kluba.

## Vanjske poveznice
- Službena stranica Općine Prnjavor
- Radio Prnjavor
- Prnjavor